# Université Lumière (Haïti)
Pour les articles homonymes, voir Université Lumière.
L'Université Lumière est une université privée chrétienne évangélique baptiste, basée à Port-au-Prince, à Haïti. Elle compte des campus dans 7 autres villes du pays. Elle est affiliée à la Mission Évangélique Baptiste du Sud d'Haïti.

## Historique
L’Université Lumière a été fondée en 1993 à Les Cayes par la Mission Évangélique Baptiste du Sud d'Haïti ,. En 2018, elle comptait 37 facultés dans 8 villes du pays .

## Composantes
- Faculté d'architecture
- Faculté de Droit
- Faculté de Génie Informatique et électronique
- Faculté de Génie Civil
- Faculté de Gestion Administrative
- Faculté de Médecine
- Faculté de Sciences de l’Éducation
- Faculté de Sciences Infirmières
- Faculté de Théologie